# Albertina Carlsson
Albertina Carlsson (12 de junio de 1848 – 1930) fue una zoóloga sueca. Fue la primera mujer sueca en tener estudios científicos en zoología. 
Era hija de Taylor A.P. Carlsson y de A.M. Jönsson. Recibió clases particulares y luego se educó en el Högre lärarinneseminariet en Estocolmo de 1865 a 1868. Fue empleada como maestra en los Pauli elementarläroverk för flickor ('Pauli Elemental Para Chicas') entre 1870 a 1881 y en Södermalms högre läroanstalt för flickor ( esödermalm Instituto Educativo para Chicas') entre 1881 a 1907.
De 1880 en adelante, estudió zoología en el Zootomycal Instituto en la Universidad de Estocolmo. Produjo circa 30 trabajos científicos principalmente sobre anatomía comparativa, publicado en sueco, alemán y en papeles científicos británicos. Ella particularmente se centró en las posiciones sistemáticas y las relaciones entre especies diferentes de mamíferos. En 1884,  comparte el premio Flormanska priset de la Academia sueca Real de Ciencias por su trabajo en alemán Beiträge zur Kentniss der Anatomie der Schwimmvögel (1884). Fue honrada doctora honoraria por la Universidad de Estocolmo en 1927.